# Калашинівка
Калаши́нівка — село в Україні, у Кролевецькій міській громаді Конотопського району Сумської області. Площа — 40 га. Населення становить 61 особу. До 2020 орган місцевого самоврядування — Зазірківська сільська рада.

## Географія
Село Калашинівка знаходиться на березі озера в яке впадає річка Ведмедівська, а витікає річка Ворголка, вище за течією річки Ведмедівська примикає село Покровське, нижче за течією річки Ворголка на відстані 1 км розташоване село Зазірки. До села примикають лісові масиви (сосна).

## Символіка
На гербі зображений вітряк, що стояв на найвищому місці за селом. З боків зображені по квітці кок-сагизу (рослина, що використовувалась для виготовлення гуми і яку вирощували в селі). Синьо-чорна зірка вказує на озеро в селі, а червоний колір - село належить до Кролевецької громади.

## Історія
Історія села, його минуле і сучасність тісно пов'язана з селом Зазірки.
За адміністративним поділом Гетьманщини Калашинівка належала до Глухівської сотні Ніжинського полку й перебувала у володінні бунчукового товариша С. Миклашевського. 
Згідно опису Новгородсіверського намісництва (1779-1781) стояло на річці Воргол під горою, на річці загата і млин, належить жінці померлого значкового товариша Назар Іллєнка - Єфимиї Іллєнковій. На хуторі є винокурня, вино постачається до Глухова. Поряд знаходиться хутори без назв.
В хуторі Калашинівка налічувалося до 70 дворів в яких проживало понад 400 осіб. Населення займалося переважно землеробством. Сіяли жито, пшеницю, просо, ячмінь, овес, буряки, коноплі, льон, картоплю, кок-сагиз (рослина що використовувалась для виготовлення гуми). У власних городах вирощували картоплю, капусту, помідори, огірки, сіяли зернові тощо. На найвищому місці за хутором стояв вітряний млин.
В м. Глухові до революції жили пани Спановські. Спановський Дем’ян мав доньку Лізу, яку видав у шлюб з молодим Каздобином Ульяном, що завітав до них у гості. У посаг Каздобин отримав хутір Калашинівку.  Землі, ліси і пасовища навкруги хутора також належали цьому пану.   
Панска садиба стояла біля самого лісу на краю села. Ліс називають Яром. З розповідей односельців, панська хата була збудована майстрами так, що коли пана не стало, і розбирали його хату, то дерево було міцним, наче його тільки но зрізали. Знали старі майстри  яке дерево вибрати, в який час його зрізати, коли починати будувати  житло, тож   хати  були завжди сухі,  теплі і служили довго.
Каздобин Ульян жив у селі до революції 1917 року. Після революції, щоб їх не розстріляли, все панське майно (все село, ліси та інші угіддя) було передано у власність колективу - колгоспу. Залишили тільки будинок та невеликий наділ землі. Враховуючи добровільну передачу майна, влада не переслідувала сім`ю Каздобиних, які залишились жити в Калашинівці. Відомо, що Ул`ян Каздобин помер, захворівши на тиф, і похований на калашинівському кладовищі.   
За радянської влади в хуторі було побудовано два корівники на дві сотні голів, конюшню, де стояло десятків два коней. Пізніше було побудовано телятник. Калашинівська бригада підпорядковувалась Зазірському колгоспу, що мав назву «Заозерний». Населення займалося виключно землеробством. Не було ні гуралень, ні кінних заводів, ні фабрик.
В 60-і в хуторі був збудований новий магазин та клуб з залом на 150 місць, у якому демонструвались кінофільми, ставились вистави сільської самодіяльності, була бібліотека на 500 одиниць книжкового фонду, а у фоє відзначали урочисті події жителі села.
12 червня 2020 року, відповідно до розпорядження Кабінету Міністрів України № 723-р «Про визначення адміністративних центрів та затвердження територій територіальних громад Сумської області», село увійшло до складу Кролевецької міської громади.
19 липня 2020 року, в результаті адміністративно-територіальної реформи та ліквідації Кролевецького району, увійшло до складу новоутвореного Конотопського району.

## Сьогодення
Своїх підприємств село не має. Працює лише фельдшерський пункт.